# Jiří Nigrin

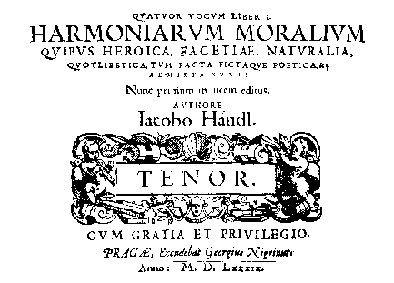
Kolekce Harmoniae morales od tiskaře Nigrina (Georgius Nigrinus) pro skladatele Jacoba Galla (Iacobo Hándl), rok 1589

Jiří Nigrin z Nigropontu,  také Jiří Černý z Černého Mostu, zvaný Černoch, od roku 1590 s přídomkem z Nigropontu, latinsky Georgius Nigrinus, německy Georg Schwarcz von Schwarczpruck (kolem 1540? Praha? –1606 Praha) byl významný pražský tiskař a nakladatel doby renesance.

## Život
Jiří Nigrin pocházel z jihočeské měšťanské rodiny Černých. Jeho otcem byl Jakub Černý z Lomnice nad Lužnicí, který se před rokem 1540 přestěhoval do Prahy, někdy kolem tohoto roku se mu narodil syn Jiří, podle Jana Jirečka již v Praze a zde se vyučil  tiskařem u Jana Kozla. 
Jako tiskař a nakladatel byl aktivní v letech 1571–1606. Nejdříve tiskl v tiskárně dědiců Jana Jičínského staršího v Praze. 
Byl dvakrát ženat. Poprvé se oženil se vdovou po majiteli tiskárny, Magdalénou Jičínskou. Podruhé se oženil s Alžbětou, rozenou Melcarovou z Breitenberku (zemřela  1615), vdovou po tiskaři  Danielu Adamovi z Veleslavína, s níž vyženil nevlastního syna Samuela Adama. Oběma sňatky se mu podařilo spojit podniky z dvojího dědictví. 
Z druhého manželství se narodili dva synové, ale otce nepřežili: Nikodém zemřel roku 1593 a Tobiáš Felix roku 1598. Tiskárna přešla na vdovu Alžbětu, která se v roce 1609 vdala potřetí, a to za Jonatu Bohutského z Hranic. Bohutský i přes dědické spory se Samuelem Adamem z Veleslavína tiskárnu vedl až do roku 1620, v roce 1628 uprchl jako protestant i s rodinou do exilu.
V 19. století se k jeho řemeslu vrátil manžel Nigrinovy vzdálené praneteře Jaroslav Spousta.[zdroj?]

## Dílo
Za svou kariéru vydal přes 600 tisků. Jako jeden z prvních dokázal spojit tisk z výšky (dřevořez) s mědirytem. 
- Vynikaly typograﬁcky kvalitní jednolisty.  Nebyly to jen noviny, ale také tisky humanistů.
- Jeho sazeči ovládali sazbu českou, latinskou, německou, italskou, řeckou, španělskou a dokonce i hebrejské texty.
- Spolupracoval s významným rytcem Janem Willenbergem.
- Tiskl skladby  s notovou osnovou renesančního skladatele Jacoba Galla.
- Vydal většinu děl Jana Grylla z Gryllova a Šimona Lomnického z Budče, se kterým se seznámil díky svým příbuzným v Lomnici.
- Vydával vědecké spisy Tadeáše Hájka
- Tiskl spisy humanistů Prokopa Lupáče, básně Tomáše Mitise a texty Davida Crinita.
- Dále tiskl právnické spisy, např. Summu Pavla Kristiana z Koldína
- Vydával tisky císařského dvora Rudolfa II. v Praze a španělského královského dvora v Madridu, za což byl povýšen do šlechtického stavu.
- Kromě toho vydával tisky nižší kvality, učebnice, kuchařku, zábavné knihy i náboženské traktáty.